# The Curious Case of Benjamin Button (conto)

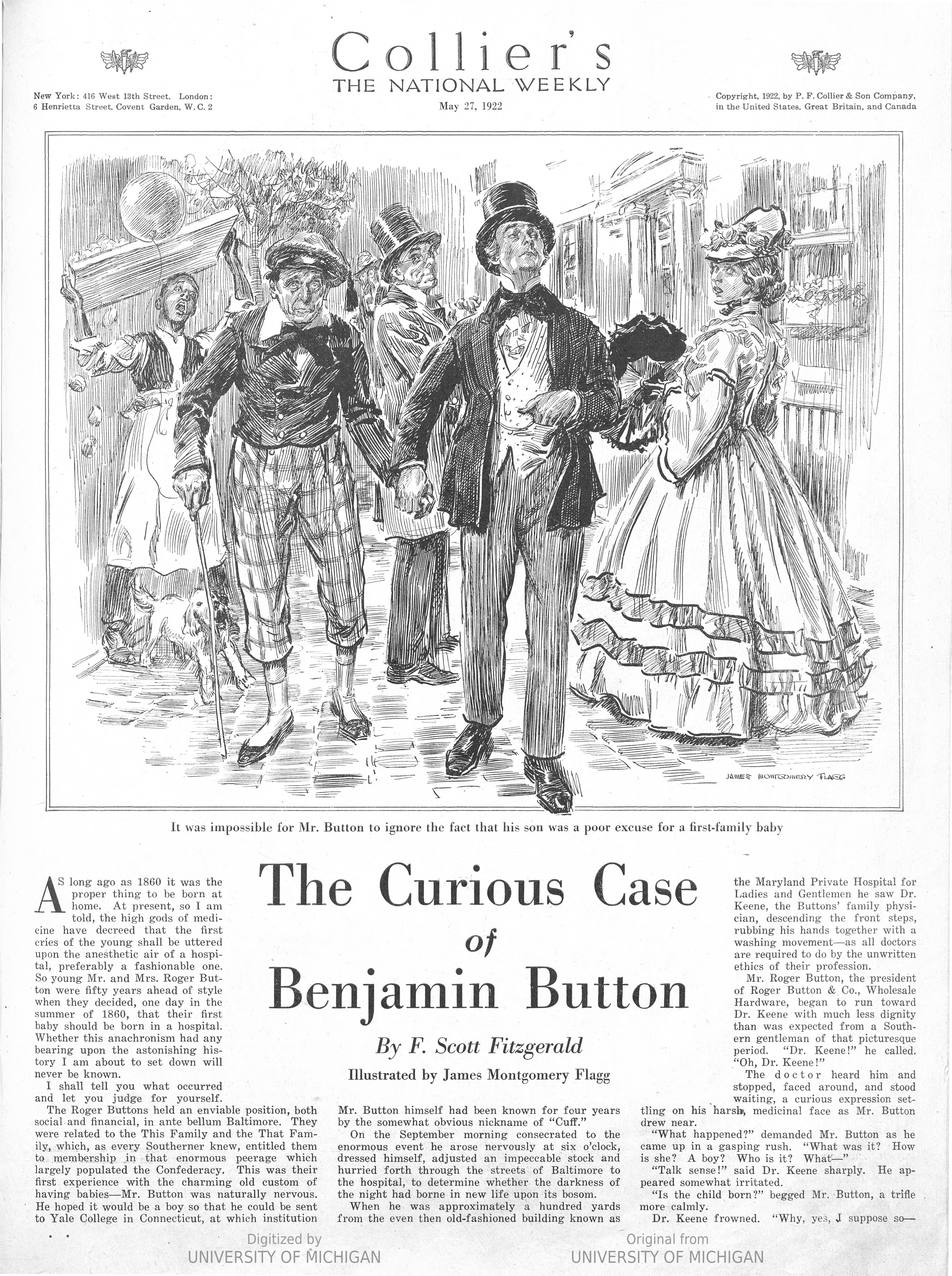
Imagem de "The Curious Case of Benjamin Button", de F. Scott Fitzgerald, publicada em 1922. Ilustrações de James Montgomery Flagg.

The Curious Case of Benjamin Button (publicado como O Curioso Caso de Benjamin Button no Brasil e O Estranho Caso de Benjamin Button em Portugal) é um conto do autor estadunidense F. Scott Fitzgerald. Foi publicado pela primeira vez na edição de 27 de maio de 1922 da revista Collier's Weekly. Mais tarde no mesmo ano, a história foi incluída no pequeno livro de contos de Fitzgerald, Tales of the Jazz Age.
O conto narra a história de Benjamin Button, que nasce velho e, conforme os anos vão passando, começa a rejuvenescer até simplesmente não existir mais. A narrativa é em parte cômica e em parte melancólica.

## Versão cinematográfica
A adaptação cinematográfica de The Curious Case of Benjamin Button foi dirigida por David Fincher, e lançada em dezembro de 2008. Contou com Brad Pitt no papel de Button, além de Cate Blanchett e Tilda Swinton. Ganhou três Oscares, nas categorias de direção de arte, maquiagem e efeitos especiais.